# Dagpo Kagyü
Dagpo Kagyu (en tibetano, དྭགས་ པོ་ བཀའ་ བརྒྱུད, Wylie: dwags po bka 'brgyud) abarca las ramas de la escuela Kagyu del budismo tibetano que remontan su linaje a través de Gampopa (1079-1153), quien también era conocido como Dagpo Lhaje (en tibetano, དྭགས་ པོ་ ལྷ་ རྗེ, Wylie: dwags po lha rje, «el Médico de Dagpo») y Nyamed Dakpo Rinpoche («Preciado Incomparable de Dagpo»). Todas las ramas institucionales de la tradición Kagyu del budismo tibetano que sobreviven en la actualidad, incluido el Drikung Kagyu, el Linaje Drukpa y el Karma Kagyu, son ramas del Dagpo Kagyu.
Asimismo, el término Dagpo Kagyu se usa a veces para referirse específicamente al linaje del propio monasterio de Gampopa de Dagla Gampo. Este linaje pasó de Gampopa a su propio sobrino Dagpo Gomtsul. Dagpo Tashi Namgyal (1511-1587) fue un lama importante en este linaje.

## Linajes de Dagpo Kagyu
Siguiendo las enseñanzas de Gampopa, evolucionaron los llamados «cuatro linajes primarios y ocho secundarios» de la escuela Dagpo Kagyu.

### Las cuatro subescuelas primarias del Dagpo Kagyu
- Tshalpa Kagyu Fundado por Zhang Yudrakpa Tsöndru Drakpa[1]
- Karma Kagyu o Karma Kamtsang fundado por el primer Karmapa, Düsum Khyenpa.
- Barom Kagyu fundado por Barompa Darma Wangchug[2]
- Phagdru Kagyu Fundó por Phagmo Drupa Dorje Gyalpo (1110-1170)

### Las ocho subescuelas secundarias del Dagpo Kagyu

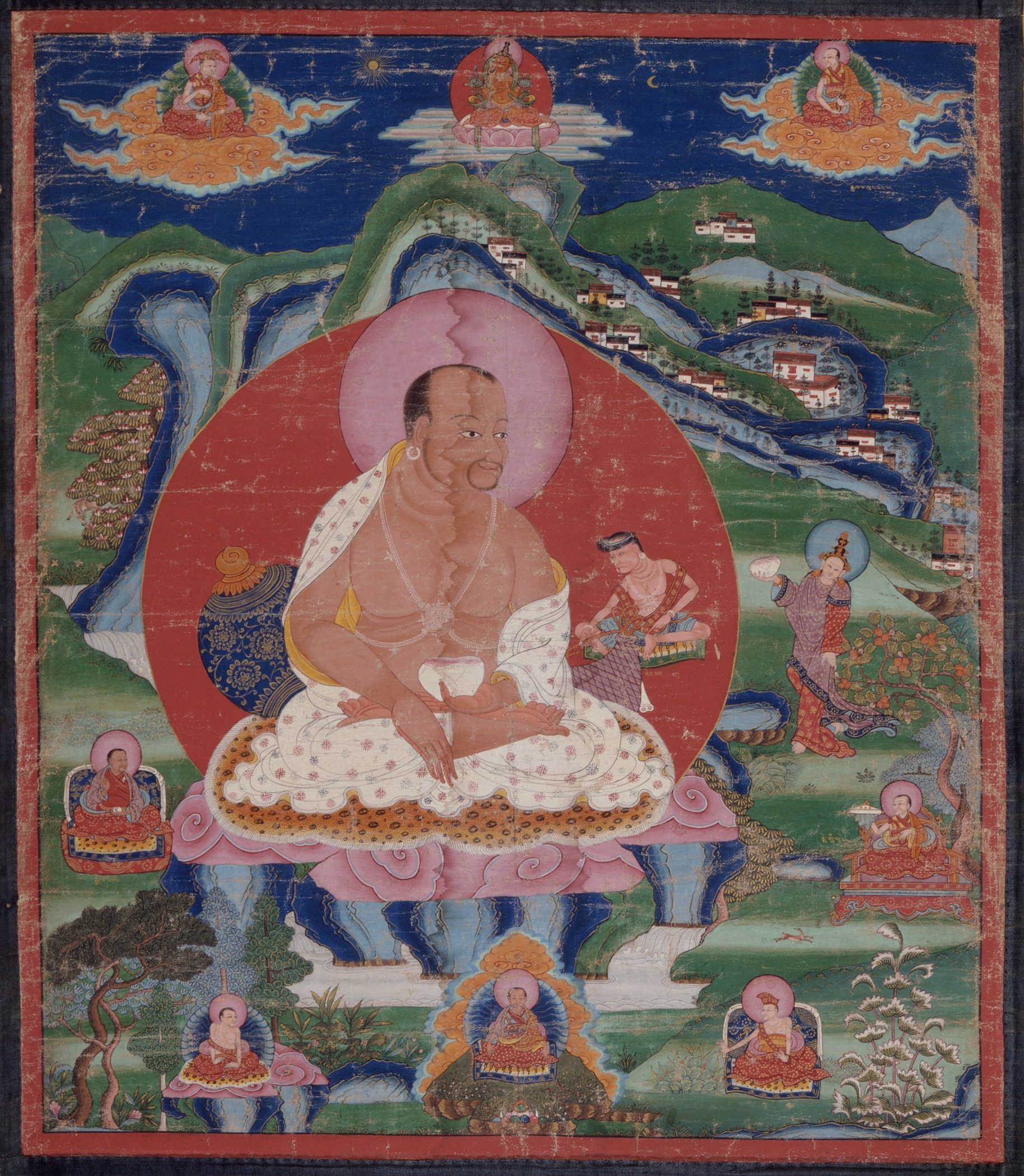
Lingrepa Padma Dorje, fundador del Lingre Kagyu

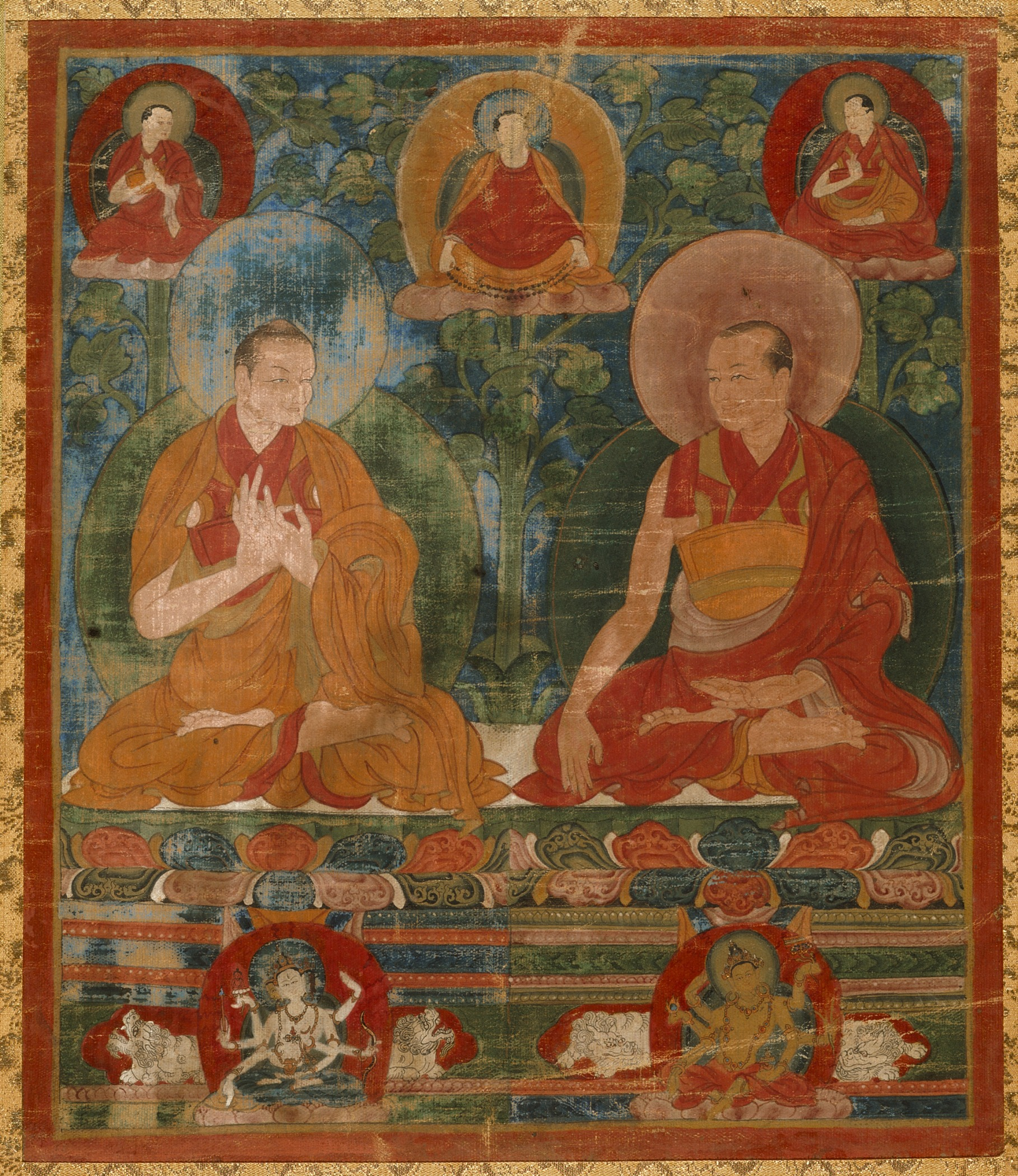
Sakyasri y Thropu Lotsawa, del Trophu Kagyu

Los ocho linajes secundarios (zung bzhi ya brgyad o chung brgyad) del Dagpo Kagyu se derivaron de la tradición Phagdru Kagyu y fueron fundados por discípulos principales de Phagmo Drupa Dorje Gyalpo o sus sucesores inmediatos.
- Drikung Kagyu fundado por Drigung Kyobpa Jikten Gönpo Rinchen Päl (1143-1217)
- Lingre Kagyu fundado por Lingrepa Pema Dorje (1128-1188)[3]
- Martsang Kagyu fundado por Marpa Drupthob Sherab Yeshe quién estableció Sho Monasterio (ཤོ་དགོན) en Tíbet oriental.[4][5][6]
- Shugseb Kagyu fundado por Gyergom Tsultrim Sengge (1144-1204).[7]
- Taklung Kagyu fundado por Taklung Tangpa Tashi Pal (1142-1210).
- Trophu Kagyu fundado por Gyal Tsha Rinchen Gon (1118-1195) y Kunden Repa (1148-1217). La tradición estuvo desarrollada por su sobrino, Thropu Lotsawa.[8]
- Yabzang Kagyu fundado por Zarawa Kelden Yeshe Sengge (¿1168?-1207)[9]
- Yelpa Kagyu fundado por Yelpa Yeshe Tsek (1134-1194)[10][11]

### El linaje Drukpa
El linaje Drukpa, a menudo enumerado fuera de las cuatro escuelas secundarias primarias y las ocho secundarias, fue fundado por el discípulo de Ling Repa, Tsangpa Gyare (1161-1211). Su quinta encarnación y decimoctavo linaje hereditario, Ngawang Namgyal (1594-1651), el primer Zhabdrung Rinpoche, fundó el estado de Bután y estableció el linaje Drukpa del sur como su religión estatal.

## Linajes Dagpo Kagyu hoy
Los principales linajes Dagpo Kagyu que existen hoy como escuelas organizadas son el Karma, Drikung y Drukpa Kagyu. En su mayor parte, las enseñanzas y las principales transmisiones esotéricas de los otros linajes Dagpo Kagyu se han absorbido en una u otra de estas tres escuelas independientes.